# Nepetalakton
A nepetalakton kondenzált gyűrűs  monoterpenoid. Az egyik gyűrű a ciklopentán, a másik egy lakton (gyűrűs észter). Több izomerje is létezik.
1941-ben állították elő először vízgőzdesztillációval az illatos macskamentából (Nepeta cataria; a növény latin nevéből származik a vegyület neve). Megtalálható a tatárlonc (Lonicera tatarica) fás száraiban is, melyet gyakran használnak macskajátékokban.
A macskamenta aktív vegyülete a 4aα,7α,7aα-nepetalakton, melynek illata különleges hatással van a macskák 50%-ára. A macskák közötti különbség feltehetően genetikai eredetű.
Csótány- és szúnyogriasztó hatása is van.
Az emberre enyhe altatóként, görcsoldóként, lázcsillapítóként és antibiotikumként hat, nagy adagban pedig hánytatóként.

## Fordítás
- Ez a szócikk részben vagy egészben  a   Nepetolactone című angol Wikipédia-szócikk fordításán alapul.  Az eredeti cikk szerkesztőit annak laptörténete sorolja fel. Ez a jelzés csupán a megfogalmazás eredetét és a szerzői jogokat jelzi, nem szolgál a cikkben szereplő információk forrásmegjelöléseként.